# みずはら沙璃
みずはら 沙璃（みずはら さり）は、日本の演劇・ミュージカル脚本家・演出家・プロデューサー。

## 来歴
鹿児島県出身、劇団四季29期生。
劇団四季退団後、劇団飛行船にて主演を務め、後にフリーとなる。
日本全国をチャリティーミュージカルで巡った後、公私共にパートナーであった祐木鎧、米澤観児（共に故人）と共に演劇活動に全てを注ぐ。
市村惠（故・祐木鎧とTEAM HEAT並びにGuy's ACTION設立、プロデューサー、マネージャー）、米澤惠（故・米澤観児と共にオフィス夢の街設立、プロデューサー、マネージャー.市村福(いやしと祈りのこもの洪福堂、プロデュース、作家)
動物愛護ボランティア
アニマルレスキューJustice代表代理
以上で現在も活動を続けている。
現在、病気療養をかねて郷里の鹿児島の里山に移住中。
祐木・米澤の忘れ形見である犬猫含む、保護犬猫26匹(Justice付属施設森の犬猫舎保護飼育犬猫たち)と同居。
洪福堂手仕事作家、クリエーターとしても活動中。
劇作家名であるみずはら沙璃の名前には永遠のソウルメイトである祐木鎧、米澤観児への思いが込められている。

## 出演
2000年 （市村惠名義）
- チャリティミュージカル　
  - 「ブレーメンの音楽隊」
  - 「ヘンゼルとグレーテル」
  - 「赤鬼ろっく」
- 各地にてチャリティーショーなど。

2001年～2003年
- MUSA SHOW
  - 「リーディングミュージカル　チャーリー」
  - 「魔法のバラ～美女と野獣より」
  - 「皇妃エリザベートの真実」
  - 「SUPER STAR!～ジーザスより」
  - 「ホタル～友」二人芝居
  - 「みすず」1人ミュージカル
  - 「DAD」ソングドラマ
  - 「宝塚シリーズ」

2004年～
- 「銀のしずく～知里幸恵ものがたり」
- 「ホタル～友」

2014年～2019年
- 朗読ミュージカル
  - 「ジェイコブのラジヲ」
  - 「幸福の王子」